# Motavita
Motavita è un comune della Colombia facente parte del dipartimento di Boyacá.
Il centro abitato venne fondato da Hernán Pérez de Quezada nel 1540, mentre l'istituzione del comune è del 23 dicembre 1816.